# Dalarö
Dalarö es un distrito del municipio de Haninge, en la Provincia de Estocolmo, Suecia.
Está situada al sureste de Estocolmo y hace parte del Área metropolitana de Estocolmo. En verano es lugar turístico para los habitantes de Estocolmo. A principios del año 2004, la compañía automovilística Volvo usó la localidad para la campaña publicitaria The Mystery of Dalarö.
Dalarö es la localidad más antigua del municipio de Haninge, y originalmente era una localidad de prácticos y aduanas. Hoy Dalarö se caracteriza mayormente por los desarrollos que se incorporaron a finales de los años 1800, cuando el área se convirtió en un punto de veraneo para los holmienses así como para la alta sociedad internacional. Muchas propiedades de la alta sociedad sueca se encuentran también en Dalarö. Y los edificios, de valor histórico, son símbolo de interés nacional.

## Demografía
| Gráfica de evolución de Dalarö entre 1900 y 2020 |
|                                                  |
| Statistiska centralbyrån.                        |

## Residentes
- Joachim von Rohr, comandante de la fortaleza de Dalarö.
- Capitán Carl Peter Blom, fundador del Smådalarö gård.